# Buchaechum

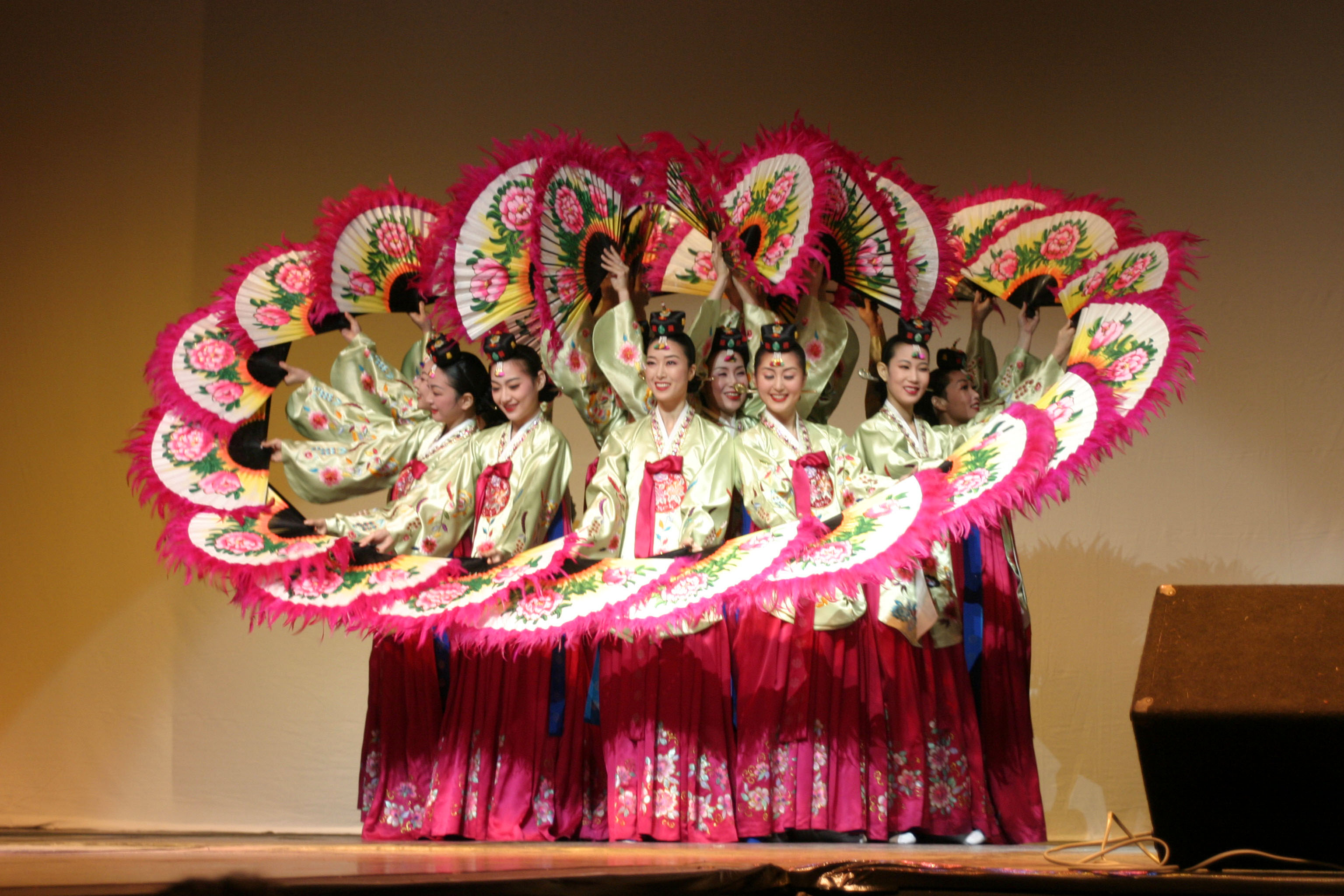
Ballerine eseguono la Buchaechum.

La Buchaechum (부채춤?) è una danza sudcoreana. Il termine nasce dall'unione della parola buchae (부채?), che significa ventaglio, e dalla parola chum (춤?) che significa danza. Viene spesso accompagnata dalla musica folkloristica minyo ed eseguita in occasione di festival coreani come il capodanno lunare, gare di danza tradizionale ed eventi artistici culturali.

## Origine
Fu creata da Kim Bong-baek e presentata ufficialmente al pubblico nel 1954, rientrando nella categoria dei nuovi stili di danza popolare.
Il contesto storico nel quale nasce questa danza è la fine della Guerra di Corea, periodo in cui i ballerini decisero di fondare i propri studi privati e di reinventare le danze tradizionali coreane al fine di riscattare il paese. Tra gli anni '50 e gli anni '60 iniziò ad avere un forte e buon riscontro, tanto da diventare popolare ed essere riconosciuta come nuova danza tradizionale, sinmuyong (신무용?). Divenne popolare durante la sua presentazione ai Giochi olimpici di Città del Messico nel 1968, e negli anni '70 divenne il tema preferito nella promozione turistica della Corea del Sud, tanto da essere presentata su manifesti turistici per gli stranieri, rappresentando una visione dell'Oriente mistica ed attraente.
Il 15 ottobre 2014 la Buchaechum venne designata come patrimonio culturale immateriale della provincia del Pyongan meridionale. Nel 2018 i BTS hanno ripreso questa danza all'interno del video musicale Idol e successivamente nell'edizione dei Melon Music Award hanno integrato nella performance della canzone l'utilizzo di hanbok, musica tradizionale e varie danze tradizionali, tra cui anche la Buchaechum, ballata dalla crew di ballerini e dal membro dei BTS Jimin.

## Coreografia

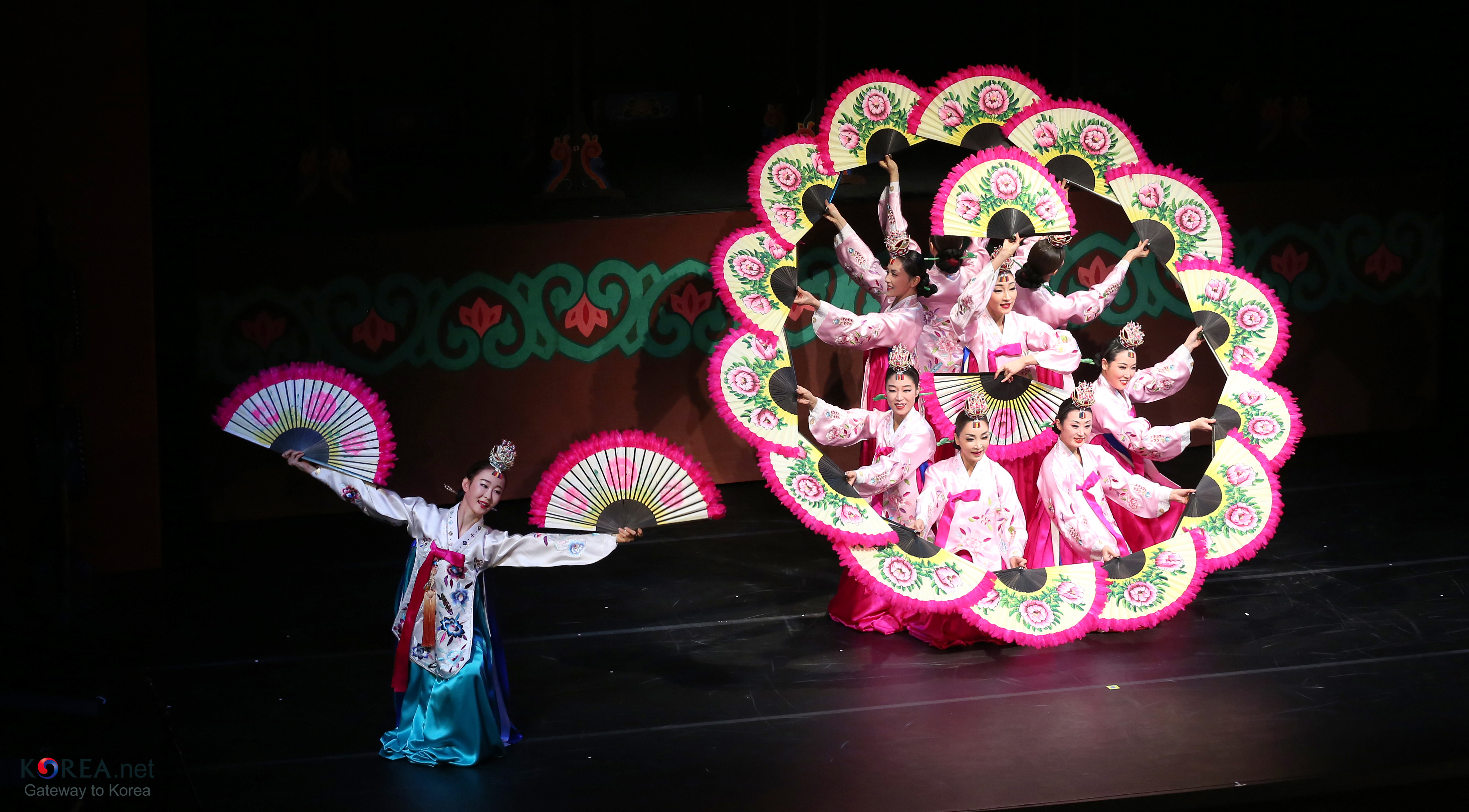
Buchaechum eseguita al Korea Fantasy Performance a Berna, Svizzera.

Al fine di simboleggiare il risveglio della primavera, la Buchaechum prevede che i ballerini siano seduti con il volto coperto dai ventagli e, con il sopraggiungere della musica, inizino a mostrare il proprio volto sorridente e ad alzarsi.
Il fulcro di questa danza risiede nella manualità e manovrabilità dei ventagli, che sono decorati con motivi floreali, come fiori di peonia o fiori di loto, e farfalle; spesso i bordi presentano anche delle piume. L'uso dei ventagli nelle danze ha origini sciamaniche: trovavano infatti spazio all'interno dei rituali per scacciare l'energia negativa, per favorire la prosperità e per onorare gli antenati, le divinità e gli spiriti della natura, in quanto aiutavano ad eseguire al meglio le acrobazie permettendo un migliore equilibrio. Essi vengono aperti, chiusi e riuniti per meglio rappresentare elementi presenti nella natura, come i fiori, le farfalle e le onde. Peculiarità della Buchaechum è anche il suono che riproducono i ventagli quando vengono aperti tutti nello stesso istante, causato dalla carta di gelso con il quale vengono prodotti.

## Costumi
Le ballerine che praticano la Buchaechum indossano vestiti tradizionali della corte reale e abbelliscono i ventagli per arricchire la performance e creare un'atmosfera colorata ed elegante. In questo modo viene tramandata e mantenuta la tradizione degli indumenti che venivano indossati all'interno della corte reale, i quali vengono usati per enfatizzare la performance. In particolare indossano dei copricapi decorativi chiamati Jokduri (족두리?, 簇頭里?), una tiara cerimoniale a forma di corona che viene tradizionalmente indossata per occasioni speciali come i matrimoni, e delle tuniche cerimoniali chiamate Dangui (당의?, 唐衣?).